# Dysdera fustigans
Dysdera fustigans là một loài nhện trong họ Dysderidae.
Loài này thuộc chi Dysdera. Dysdera fustigans được miêu tả năm 1966 bởi Alicata.